# Brookfield Place (Toronto)
Il Brookfield Place (chiamato precedentemente BCE Place) è un complesso di due grattacieli utilizzato per ospitare uffici situato a Toronto, in Canada.

## Descrizione
Il complesso, progettato da Skidmore, Owings & Merrill e Bregman + Hamann Architects, comprende l'area di 2,1 ettari (delimitato da Yonge Street, Wellington Street West, Bay Street e Front Street) ed è composto da due grattacieli: il Bay Wellington Tower e la TD Canada Trust Tower, collegate dalla Galleria Allen Lambert (progettata da Santiago Calatrava). Il Brookfield Place è anche la sede della Hockey Hall of Fame.